# Canton de l'Entre-Deux-Mers
Le canton de l'Entre-Deux-Mers est une circonscription électorale française du département de la Gironde.

## Histoire
Un nouveau découpage territorial de la Gironde entre en vigueur à l'occasion des premières élections départementales suivant le décret du 20 février 2014. Les conseillers départementaux sont, à compter de ces élections, élus au scrutin majoritaire binominal mixte. Les électeurs de chaque canton élisent au Conseil départemental, nouvelle appellation du Conseil général, deux membres de sexe différent, qui se présentent en binôme de candidats. Les conseillers départementaux sont élus pour 6 ans au scrutin binominal majoritaire à deux tours, l'accès au second tour nécessitant 12,5 % des inscrits au 1er tour. En outre la totalité des conseillers départementaux est renouvelée. Ce nouveau mode de scrutin nécessite un redécoupage des cantons dont le nombre est divisé par deux avec arrondi à l'unité impaire supérieure si ce nombre n'est pas entier impair, assorti de conditions de seuils minimaux. Dans la Gironde, le nombre de cantons passe ainsi de 63 à 33.
Le canton de l'Entre-Deux-Mers est formé de communes des anciens cantons de Targon (les 19 communes), de Cadillac (les 16 communes), de Saint-Macaire (les 14 communes), de Sauveterre-de-Guyenne (3 communes : Coirac, Gornac, Mourens) et de communes transférées depuis le canton de Créon modifié (6 communes : Blésignac, Haux, Saint-Léon, La Sauve, Tabanac et Le Tourne). Avec ce redécoupage administratif, le territoire du canton s'affranchit des limites d'arrondissements, avec 52 communes incluses dans l'arrondissement de Langon et 6 dans l'arrondissement de Bordeaux. Le bureau centralisateur est situé à Cadillac.

## Géographie
À Saint-Macaire, la Garonne, qui se dirigeait jusque-là vers l'ouest, oriente résolument son cours vers le nord. Appuyé sur sa rive  de Caudrot à Tabanac, le nouveau canton de l'Entre-Deux-Mers constitue le territoire le plus au sud-ouest de la vaste région naturelle du même nom. Ses communes appartiennent pour la plus grande part aux communautés de communes du canton de Targon, du Vallon de l'Artolie, des Coteaux Macariens et des Coteaux de Garonne, mais aussi pour partie à celles du Créonnais (Blésignac, Haux, Saint-Léon et La Sauve) et du Sauveterrois (Coirac, Gornac et Mourens). 

## Représentation
| Période élective | Période élective | Mandat | Mandat   | Identité              | Nuance | Nuance | Qualité |
| ---------------- | ---------------- | ------ | -------- | --------------------- | ------ | ------ | --- |
| 2015             | 2021             | 2015   | 2021     | Marie-Claude Agullana |        | PS     | maire du Tourne (depuis 2014)                                                                                 |
| 2015             | 2021             | 2015   | 2021     | Guy Moreno            |        | PS     | maire de Lestiac-sur-Garonne (2008-2020) Vice-président chargé de la Politique éducative et sociale, Collèges |
| 2021             | 2028             | 2021   | en cours | Marie-Claude Agullana |        | PS     | maire du Tourne (depuis 2014), 7ème Vice-Présidente (protection de l'enfance)                                 |
| 2021             | 2028             | 2021   | en cours | Nicolas Tarbes        |        | DVG    | Maire de Saint-Léon                                                                                           |

### Résultats détaillés

#### Élections de mars 2015
À l'issue du 1er tour des élections départementales de 2015, trois binômes sont en ballottage : Florence Lassarade et Frédéric Lataste (Union de la Droite, 29,5 %), Marie-Claude Agullana et Guy Moreno (Union de la Gauche, 28,12 %) et Agnès Lelievre et Robert Savary (FN, 26,42 %). Le taux de participation est de 55,38 % (14 254 votants sur 25 738 inscrits) contre 50,54 % au niveau départemental et 50,17 % au niveau national.
Au second tour, Marie-Claude Agullana et Guy Moreno (Union de la Gauche) sont élus avec 41,11 % des suffrages exprimés et un taux de participation de 56,33 % (5 684 voix pour 14 499 votants et 25 738 inscrits).

#### Élections de juin 2021
Le premier tour des élections départementales de 2021 est marqué par un très faible taux de participation (33,26 % au niveau national). Dans le canton de l'Entre-Deux-Mers, ce taux de participation est de 37,33 % (10 150 votants sur 27 187 inscrits) contre 33,41 % au niveau départemental. À l'issue de ce premier tour, deux binômes sont en ballottage : Marie-Claude Agullana et Nicolas Tarbes (DVG, 33,73 %) et Éric Guerin et Florence Lassarade (DVD, 25,08 %).
Le second tour des élections est marqué une nouvelle fois par une abstention massive équivalente au premier tour. Les taux de participation sont de 34,36 % au niveau national, 33,6 % dans le département et 36,62 % dans le canton de l'Entre-Deux-Mers. Marie-Claude Agullana et Nicolas Tarbes (DVG) sont élus avec 58,72 % des suffrages exprimés (5 246 voix pour 9 958 votants et 27 190 inscrits),,.

## Composition
À sa création, le canton de l'Entre-Deux-Mers comprenait cinquante-huit communes entières.
À la suite de la fusion des communes d'Arbis et de Cantois, le 1er juin 2019, pour former la commune nouvelle de Porte-de-Benauge, le canton comprend 57 communes. Ce changement est acté par un arrêté du 7 novembre 2019.
| Nom                                          | Code Insee | Intercommunalité                                     | Superficie (km2) | Population (dernière pop. légale) | Densité (hab./km2) | Modifier                                    |
| -------------------------------------------- | ---------- | ---------------------------------------------------- | ---------------- | --------------------------------- | ------------------ | ------------------------------------------- |
| Cadillac-sur-Garonne (bureau centralisateur) | 33081      | CC Convergence Garonne                               | 5,44             | 2 727 (2022)                      | 501                | modifier les données · modifier les données |
| Baigneaux                                    | 33025      | Communauté des communes rurales de l'Entre-Deux-Mers | 7,93             | 443 (2022)                        | 56                 | modifier les données · modifier les données |
| Béguey                                       | 33040      | CC Convergence Garonne                               | 3,16             | 1 257 (2022)                      | 398                | modifier les données · modifier les données |
| Bellebat                                     | 33043      | Communauté des communes rurales de l'Entre-Deux-Mers | 4,87             | 326 (2022)                        | 67                 | modifier les données · modifier les données |
| Bellefond                                    | 33044      | Communauté des communes rurales de l'Entre-Deux-Mers | 3,19             | 211 (2022)                        | 66                 | modifier les données · modifier les données |
| Blésignac                                    | 33059      | CC du Créonnais                                      | 2,50             | 311 (2022)                        | 124                | modifier les données · modifier les données |
| Capian                                       | 33093      | CC du Créonnais                                      | 18,23            | 798 (2022)                        | 44                 | modifier les données · modifier les données |
| Cardan                                       | 33098      | CC Convergence Garonne                               | 4,25             | 511 (2022)                        | 120                | modifier les données · modifier les données |
| Caudrot                                      | 33111      | CC du Réolais en Sud Gironde                         | 6,12             | 1 096 (2022)                      | 179                | modifier les données · modifier les données |
| Cessac                                       | 33121      | Communauté des communes rurales de l'Entre-Deux-Mers | 3,65             | 198 (2022)                        | 54                 | modifier les données · modifier les données |
| Coirac                                       | 33131      | Communauté des communes rurales de l'Entre-Deux-Mers | 5,76             | 217 (2022)                        | 38                 | modifier les données · modifier les données |
| Courpiac                                     | 33135      | Communauté des communes rurales de l'Entre-Deux-Mers | 2,21             | 122 (2022)                        | 55                 | modifier les données · modifier les données |
| Donzac                                       | 33152      | CC Convergence Garonne                               | 4,41             | 123 (2022)                        | 28                 | modifier les données · modifier les données |
| Escoussans                                   | 33156      | CC Convergence Garonne                               | 5,11             | 276 (2022)                        | 54                 | modifier les données · modifier les données |
| Faleyras                                     | 33163      | Communauté des communes rurales de l'Entre-Deux-Mers | 10,44            | 423 (2022)                        | 41                 | modifier les données · modifier les données |
| Frontenac                                    | 33175      | Communauté des communes rurales de l'Entre-Deux-Mers | 14,40            | 785 (2022)                        | 55                 | modifier les données · modifier les données |
| Gabarnac                                     | 33176      | CC Convergence Garonne                               | 5,21             | 363 (2022)                        | 70                 | modifier les données · modifier les données |
| Gornac                                       | 33189      | Communauté des communes rurales de l'Entre-Deux-Mers | 8,35             | 436 (2022)                        | 52                 | modifier les données · modifier les données |
| Haux                                         | 33201      | CC du Créonnais                                      | 10,21            | 843 (2022)                        | 83                 | modifier les données · modifier les données |
| Ladaux                                       | 33215      | Communauté des communes rurales de l'Entre-Deux-Mers | 4,29             | 187 (2022)                        | 44                 | modifier les données · modifier les données |
| Langoiran                                    | 33226      | CC des Portes de l'Entre-Deux-Mers                   | 10,14            | 2 210 (2022)                      | 218                | modifier les données · modifier les données |
| Laroque                                      | 33231      | CC Convergence Garonne                               | 2,97             | 288 (2022)                        | 97                 | modifier les données · modifier les données |
| Lestiac-sur-Garonne                          | 33241      | CC Convergence Garonne                               | 2,98             | 590 (2022)                        | 198                | modifier les données · modifier les données |
| Loupiac                                      | 33253      | CC Convergence Garonne                               | 9,57             | 1 087 (2022)                      | 114                | modifier les données · modifier les données |
| Lugasson                                     | 33258      | Communauté des communes rurales de l'Entre-Deux-Mers | 6,32             | 319 (2022)                        | 50                 | modifier les données · modifier les données |
| Martres                                      | 33275      | Communauté des communes rurales de l'Entre-Deux-Mers | 3,03             | 99 (2022)                         | 33                 | modifier les données · modifier les données |
| Monprimblanc                                 | 33288      | CC Convergence Garonne                               | 4,97             | 278 (2022)                        | 56                 | modifier les données · modifier les données |
| Montignac                                    | 33292      | Communauté des communes rurales de l'Entre-Deux-Mers | 6,48             | 134 (2022)                        | 21                 | modifier les données · modifier les données |
| Mourens                                      | 33299      | Communauté des communes rurales de l'Entre-Deux-Mers | 10,63            | 389 (2022)                        | 37                 | modifier les données · modifier les données |
| Omet                                         | 33308      | CC Convergence Garonne                               | 2,62             | 289 (2022)                        | 110                | modifier les données · modifier les données |
| Paillet                                      | 33311      | CC Convergence Garonne                               | 2,48             | 1 192 (2022)                      | 481                | modifier les données · modifier les données |
| Le Pian-sur-Garonne                          | 33323      | CC du Sud Gironde                                    | 6,35             | 967 (2022)                        | 152                | modifier les données · modifier les données |
| Porte-de-Benauge                             | 33008      | Communauté des communes rurales de l'Entre-Deux-Mers | 19,08            | 591 (2022)                        | 31                 | modifier les données · modifier les données |
| Rions                                        | 33355      | CC Convergence Garonne                               | 10,65            | 1 483 (2022)                      | 139                | modifier les données · modifier les données |
| Romagne                                      | 33358      | Communauté des communes rurales de l'Entre-Deux-Mers | 5,15             | 479 (2022)                        | 93                 | modifier les données · modifier les données |
| Saint-André-du-Bois                          | 33367      | CC du Sud Gironde                                    | 10,00            | 438 (2022)                        | 44                 | modifier les données · modifier les données |
| Saint-Germain-de-Grave                       | 33411      | CC du Sud Gironde                                    | 6,16             | 147 (2022)                        | 24                 | modifier les données · modifier les données |
| Saint-Laurent-du-Bois                        | 33427      | Communauté des communes rurales de l'Entre-Deux-Mers | 7,41             | 257 (2022)                        | 35                 | modifier les données · modifier les données |
| Saint-Laurent-du-Plan                        | 33428      | CC du Réolais en Sud Gironde                         | 2,39             | 82 (2022)                         | 34                 | modifier les données · modifier les données |
| Saint-Léon                                   | 33431      | CC du Créonnais                                      | 4,49             | 298 (2022)                        | 66                 | modifier les données · modifier les données |
| Saint-Macaire                                | 33435      | CC du Sud Gironde                                    | 1,79             | 2 000 (2022)                      | 1 117              | modifier les données · modifier les données |
| Saint-Maixant                                | 33438      | CC du Sud Gironde                                    | 7,68             | 2 046 (2022)                      | 266                | modifier les données · modifier les données |
| Saint-Martial                                | 33440      | CC du Sud Gironde                                    | 7,47             | 238 (2022)                        | 32                 | modifier les données · modifier les données |
| Saint-Martin-de-Sescas                       | 33444      | CC du Réolais en Sud Gironde                         | 8,19             | 563 (2022)                        | 69                 | modifier les données · modifier les données |
| Saint-Pierre-d'Aurillac                      | 33463      | CC du Réolais en Sud Gironde                         | 6,52             | 1 277 (2022)                      | 196                | modifier les données · modifier les données |
| Saint-Pierre-de-Bat                          | 33464      | Communauté des communes rurales de l'Entre-Deux-Mers | 8,95             | 282 (2022)                        | 32                 | modifier les données · modifier les données |
| Sainte-Croix-du-Mont                         | 33392      | CC Convergence Garonne                               | 8,98             | 841 (2022)                        | 94                 | modifier les données · modifier les données |
| Sainte-Foy-la-Longue                         | 33403      | CC du Réolais en Sud Gironde                         | 9,37             | 138 (2022)                        | 15                 | modifier les données · modifier les données |
| La Sauve                                     | 33505      | CC du Créonnais                                      | 18,64            | 1 594 (2022)                      | 86                 | modifier les données · modifier les données |
| Semens                                       | 33510      | CC du Sud Gironde                                    | 3,67             | 216 (2022)                        | 59                 | modifier les données · modifier les données |
| Soulignac                                    | 33515      | Communauté des communes rurales de l'Entre-Deux-Mers | 11,49            | 414 (2022)                        | 36                 | modifier les données · modifier les données |
| Tabanac                                      | 33518      | CC des Portes de l'Entre-Deux-Mers                   | 8,00             | 1 074 (2022)                      | 134                | modifier les données · modifier les données |
| Targon                                       | 33523      | Communauté des communes rurales de l'Entre-Deux-Mers | 25,88            | 2 045 (2022)                      | 79                 | modifier les données · modifier les données |
| Le Tourne                                    | 33534      | CC des Portes de l'Entre-Deux-Mers                   | 2,53             | 836 (2022)                        | 330                | modifier les données · modifier les données |
| Verdelais                                    | 33543      | CC du Sud Gironde                                    | 4,75             | 1 042 (2022)                      | 219                | modifier les données · modifier les données |
| Villenave-de-Rions                           | 33549      | CC du Créonnais                                      | 2,56             | 373 (2022)                        | 146                | modifier les données · modifier les données |
| Canton de l'Entre-Deux-Mers                  | 3312       |                                                      | 400,07           | 38 249 (2022)                     | 96                 | modifier les données                        |

## Démographie
En 2022, le canton comptait 38 249 habitants, en évolution de +0,54 % par rapport à 2016 (Gironde : +6,91 %, France hors Mayotte : +2,11 %).
| 2013   | 2018   | 2022   |
| ------ | ------ | ------ |
| 37 489 | 38 064 | 38 249 |